# Adiantum ogasawarense
Adiantum ogasawarense är en kantbräkenväxtart som beskrevs av Tag. Adiantum ogasawarense ingår i släktet Adiantum och familjen Pteridaceae. Inga underarter finns listade.